# Gubben kommer (roman)
Gubben kommer är en roman skriven av Gösta Gustaf-Janson och utgiven 1934. Boken  filmatiserades 1939. 

## Handling
Gubben kommer utspelar sig på en avsides belägen och förfallen herrgård.
Över gårdens innevånare svävar anden av den mystiske Gubben som många är rädda för. 

## Källa
- Gustaf-Janson, Gösta (1934). Gubben kommer. Stockholm: Albert Bonniers Förlag. Libris 1354905